# BYOD

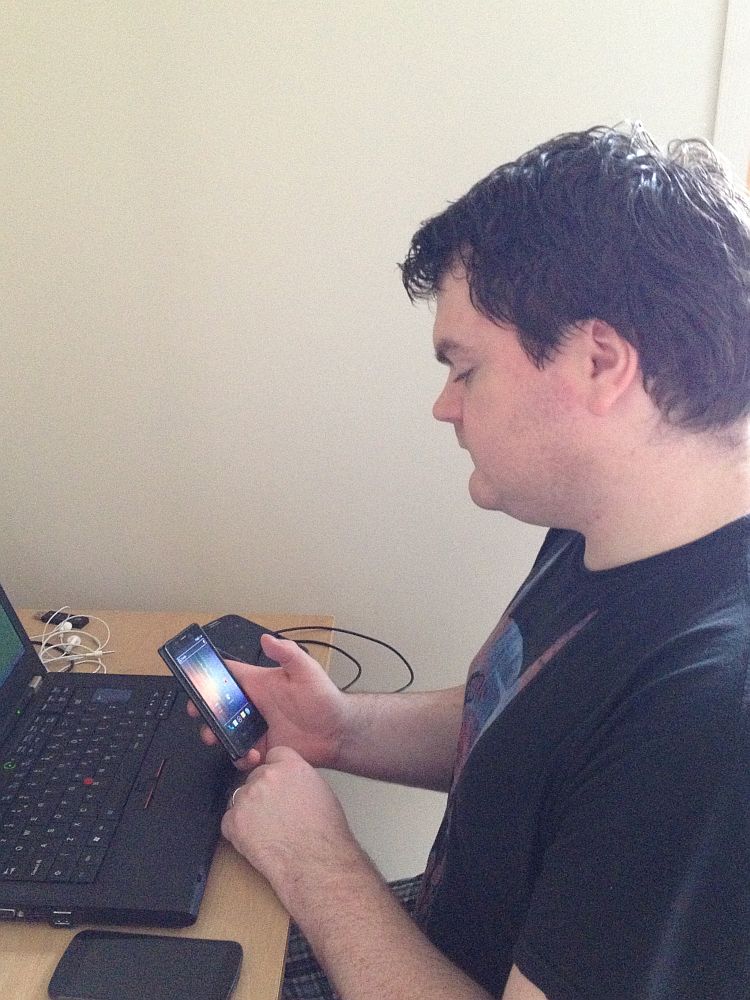
Uživatel smartphonu.

BYOD (přines si vlastní zařízení, anglicky Bring Your Own Device) je vzrůstajícím trendem, který znamená, že si zaměstnanci nosí svá vlastní „chytrá“ zařízení (jako jsou notebooky, smartphony, wi-fi routery apod.) do firemního prostředí. To samozřejmě zvyšuje nároky na informační bezpečnost, kterou BYOD znesnadňuje. Na druhou stranu zavedení BYOD politiky ve společnosti může znamenat zvýšení její atraktivity, produktivity a mobility jejích zaměstnanců. Se stíráním hranic mezi vnitřním a venkovním prostředím firmy a s možnostmi virtualizace aplikací nebo celých uživatelských prostředí (desktopů) může být integrace BYOD do firemních politik efektivní reflexí současného vývoje IT.

## Fungování BYOD v reálném prostředí
Používání vlastních zařízení ve firemním prostředí představuje minci o dvou stranách. Na jednu stranu přináší výhody v efektivitě výkonu, nasazování nových technologií. Na straně druhé jde o významný zásah do tradičních struktur firemní informační bezpečnosti a jde tak o jistý druh evoluce v chápání informační bezpečnosti jako celku. BYOD vyžaduje revizi bezpečnostních standardů a změnu filozofie v řízení rizik plynoucích ze správy dat a ochrany zařízení a řídících procesů.

### Výhody BYOD
- Atraktivita firmy pro nové zaměstnance
- Vyšší flexibilita a mobilita (tedy efektivita) zaměstnance
- Snížení nákladů na vedení majetku firmy

### Nevýhody BYOD
- Náročnější správa bezpečnostních politik v organizaci
- Náročnější uživatelská podpora z důvodů heterogenity (variability) zařízení
- Riziko úniku firemních dat na zařízení chráněném vlastnickým právem uživatele